# Hans Frieder Baisch
Hans Frieder Baisch (* 1937; † 2005) war ein deutscher Verleger und Journalist.
Baisch entstammte der Pirmasenser Verlegerfamilie Deil-Baisch. Ab 1964 bis zum Verkauf Ende 1994 war er Verleger der deutschen Lokalzeitung Pirmasenser Zeitung und zeitweise als deren Chefredakteur tätig. Mit dem Erlös aus dem Verkauf seiner Anteile an der Adolf Deil GmbH & Co. KG Druckerei und Verlag der Pirmasenser Zeitung gründete er 2003 die Hans-Frieder-Baisch-Stiftung, mit deren finanzieller Förderung u. a. junge Journalisten der Deutschen Journalistenschule „die Rolle der EU im Leben von Menschen des Jahrgangs 1992 der beiden deutsch-französischen Partnerstädte Pirmasens und Poissy“ beleuchten.

## Ehrungen
- 1985: Wächterpreis der deutschen Tagespresse (3. Preis: Hans Frieder Baisch, Bernhard Kolb, Kurt Leidner: Die verratene Region,[4] eine Serie der Pirmasenser Zeitung „in der das Mißverhältnis zwischen den Versprechungen der Politiker und der Wirklichkeit aufgezeigt wird“)[5]
- 1986: Theodor-Wolff-Preis
- 1990: Bundesverdienstkreuz 1. Klasse